# L'ultimo Vermeer
L'ultimo Vermeer (The Last Vermeer) è un film del 2019 diretto da Dan Friedkin con Guy Pearce, Claes Bang e Vicky Krieps.
La pellicola si basa sul libro del 2008 The Man Who Made Vermeers di Jonathan Lopez che a sua volta narra una vicenda reale, accaduta al termine della seconda guerra mondiale, che vede protagonista Han van Meegeren, considerato uno dei più grandi falsari della storia.
Il film rappresenta la prima regia di Dan Friedkin.

## Trama
Paesi Bassi, 1945. Durante la ricostruzione del paese dopo la fine della seconda guerra mondiale, il Capitano Joseph Piller del Governo Provvisorio Alleato riesce a recuperare numerose opere d'arte, tra le quali un dipinto d'inestimabile valore attribuito a Johannes Vermeer. Oltre a recuperare le opere d'arte, l'indagine punta a smascherare i collaborazionisti, tutti coloro che hanno aiutato e si sono arricchiti durante il nazismo: equiparati ai nazisti, essi vengono giustiziati tramite fucilazione. Grazie ad una lettera che accompagna il quadro, Piller arriva ben presto all'artista Han van Meegeren, primo indiziato di collaborazionismo. Ma le cose, come scoprirà ben presto Piller, sono ben diverse da quanto appaiono in un primo momento.

## Distribuzione
Il film ha avuto l'anteprima mondiale al Telluride Film Festival il 31 agosto 2019. È stato anche proiettato al Toronto International Film Festival l'11 settembre seguente. Prima che Sony Pictures Classics acquistasse i diritti di distribuzione. Fissato per uscire il 22 maggio 2020, è stato rinviato a causa della pandemia di COVID-19. Infine è stato distribuito il 20 novembre 2020, con TriStar Pictures al posto di Sony Pictures Classics. In Italia è stato pubblicato su TIMvision.